# シンデレラ (プロコフィエフ)

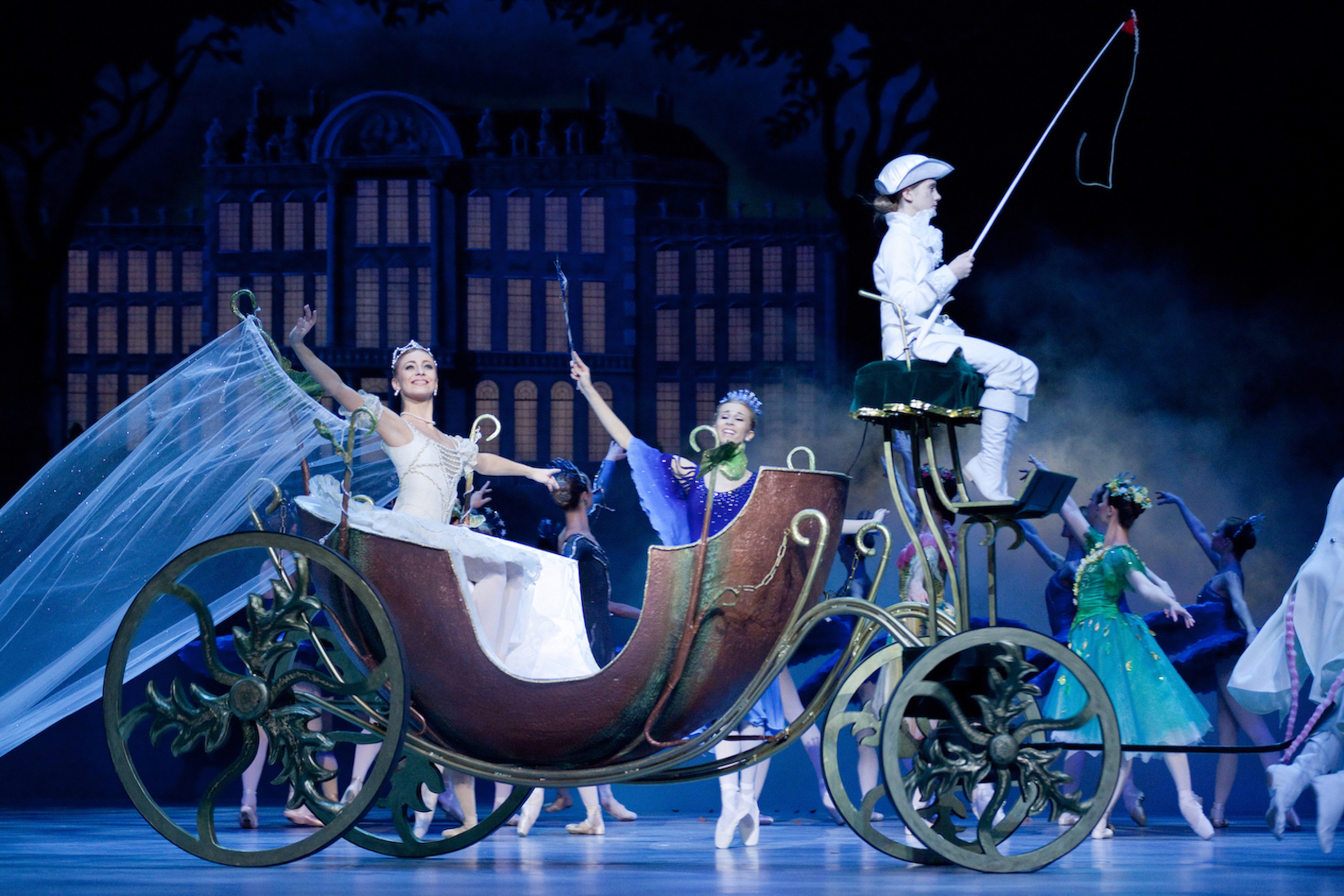
F・アシュトン振付『シンデレラ』の上演（2010年、ポーランド国立バレエ団）

『シンデレラ』（ロシア語: Золушка（ゾールシカ）、英語: Cinderella）は、ソ連の作曲家セルゲイ・プロコフィエフが作曲したバレエ音楽、およびそれを用いたバレエ作品である。物語は、フランスの詩人シャルル・ペローの童話集の中の童話『シンデレラ』に基づく。バレエ音楽からプロコフィエフ自身によって、管弦楽組曲3つないし4つとピアノ独奏用組曲3つ、その他の編曲が作られている。

## 上演史
1940年、『ロメオとジュリエット』の成功を受けて、キーロフ劇場からプロコフィエフへ作曲の依頼が行われた。しかし、ドイツのソ連侵攻やオペラ『戦争と平和』の作曲によって作業は中断され、完成は1944年、初演は1945年までずれ込んだ。
1945年11月21日、モスクワのボリショイ劇場で初演が行われた。台本はニコライ・ヴォルコフ、振付はロスチスラフ・ザハロフ、美術はピョートル・ウィリアムス、指揮はユーリー・ファイエル、主演のシンデレラ役はガリーナ・ウラノワであった。初演は成功し、プロコフィエフは1946年に交響曲第5番、ピアノソナタ第8番などと併せてスターリン賞を受けた。
委嘱元のキーロフ劇場での初演は、1946年4月8日にコンスタンチン・セルゲエフの振付で行われた。

## バレエ音楽『シンデレラ』 Op.87
本作は『ロメオとジュリエット』同様に、複数のライトモティーフを使用した場面描写や登場人物の性格描写が行われている。一方、『ロメオとジュリエット』と比較して劇的な要素の少ない脚本ということもあって、プロコフィエフはチャイコフスキーの系譜を継ぎ、「踊りの要素で満たされた」、クラシック・バレエの伝統を意識した作曲を行った。ゆえに抒情的なナンバーが多く、パ・ド・ドゥ、ヴァリアシオンが多く配置され、またガヴォット、パスピエ、ブレーなどの古風な舞曲を複数含んでいる。

### 楽器編成
- 木管楽器: ピッコロ（第3フルートを兼ねる）、フルート2、オーボエ2、コーラングレ、クラリネット2、バス・クラリネット、ファゴット2、コントラファゴット
- 金管楽器: トランペット3、ホルン4、トロンボーン3、チューバ
- 打楽器: ティンパニ、トライアングル、カスタネット、ウッドブロック、マラカス、タンバリン、スネアドラム、シンバル、バスドラム、タムタム、グロッケンシュピール、シロフォン
- 鍵盤楽器など: ハープ、ピアノ、チェレスタ、時計の振り子（高音および低音）[2]、時計の鐘[2]
- 弦五部

以上のオーケストラのほか、バンダが指定されているのは以下のとおりである。
舞台上
第7曲「踊りのレッスン」ヴァイオリン2
第26曲 「マズルカと王子の登場」ピッコロ2、トランペット3、ホルン2、アルトホルン2、テナーホルン2、バリトンホルン2、バス（チューバ）2、シンバル、スネアドラム

舞台裏
第29曲「舞踏会に着いたシンデレラ」ピッコロ、フルート2、クラリネット2、チェレスタ、グロッケンシュピール、トライアングル

### 構成
第1幕
第1曲 　 序奏
第2曲 　 パ･ドゥ･シェール（ショールの踊り）
第3曲 　 シンデレラ
第4曲 　 父親
第5曲 　 仙女のお婆さん
第6曲 　 舞踏会に行く義姉妹たちの身支度
第7曲 　 踊りのレッスン（ガヴォット）
第8曲 　 継母と義姉妹は舞踏会へ出発する
第9曲 　 舞踏会を夢見るシンデレラ
第10曲　ガヴォット
第11曲　仙女のお婆さんの再現
第12曲　春の精
第13曲　夏の精
第14曲　コオロギとトンボ
第15曲　秋の精
第16曲　冬の精
第17曲　出発の中断
第18曲　時計の情景
第19曲　舞踏会へ行くシンデレラ（ワルツ）
第2幕
第20曲　廷臣たちの踊り
第21曲　パスピエ
第22曲　騎士たちの踊り（ブレー）
第23曲　少年の踊り　　※実際のバレエではオデットの独舞
第24曲　小男の踊り　　※実際のバレエではアロワサの独舞
第25曲　再び廷臣たちの踊り
第26曲　マズルカと王子の登場
第27曲　王子と4人の友人の踊り
第28曲　マズルカ
第29曲　舞踏会に着いたシンデレラ
第30曲　グラン・ワルツ（グランド・ヴァルス）
第31曲　プロムナード
第32曲　シンデレラの踊り
第33曲　王子の踊り
第34曲　来客へのご馳走　　※オペラ『三つのオレンジへの恋』の行進曲から主旋律がとられている。
第35曲　オレンジを持った義姉妹たちの踊り
第36曲　王子とシンデレラのパ・ド・ドゥ
第37曲　ワルツ―コーダ
第38曲　真夜中
第3幕
第39曲　王子と靴職人
第40曲　王子の最初のギャロップ
第41曲　誘惑
第42曲　王子の第2のギャロップ
第43曲　東洋の踊り
第44曲　王子の第3のギャロップ
第45曲　シンデレラの目覚め
第46曲　舞踏会の翌朝
第47曲　王子の訪れ
第48曲　王子とシンデレラの再会
第49曲　ゆるやかなワルツ
第50曲　愛をこめて（アモローソ）

## 演奏会用組曲（管弦楽）
3つの組曲が編まれた他、他の作品からの楽曲を交えた『ワルツ組曲』も編まれ、バレエの初演から間もなく1946年から1947年にかけて相次いで初演された。『ロメオとジュリエット』の場合と同様に、バレエ全曲からただ曲を抜き出すのではなく、曲順の配列や各曲の構成、オーケストレーションが大幅に変更されている。編曲にあたっては後述のピアノ組曲が下敷きになったと考えられている。
編成はバレエ版の原曲に準ずる3管編成であるが、以下のような変更が加えられている。
- バンダによって演奏されていた楽句がオーケストラ本体に組み込まれ、バンダなしで演奏できるようになった。
- 「時計の振り子」および「時計の鐘」のパートに具体的な打楽器（振り子はシロフォンとウッドブロック、鐘はシンバルとチューブラーベル）が指定された。

### 『シンデレラ』組曲第1番 Op.107
1946年11月12日、モスクワでスターセヴィチの指揮により初演。
1. 導入部（序曲）
2. ショールのステップ（パ・ド・シェール）
3. 義姉たちの喧嘩
4. 仙女のお婆さんと冬の精
5. マズルカ
6. 舞踏会へ行くシンデレラ
7. シンデレラのワルツ
8. 真夜中

### 『シンデレラ』組曲第2番 Op.108
1. 舞踏会を夢見るシンデレラ
2. 踊りのレッスンとガヴォット
3. 春の精と夏の精
4. ブレー
5. 宮廷のシンデレラ
6. ギャロップ

### 『シンデレラ』組曲第3番 Op.109
1947年9月3日、モスクワでスターセヴィチの指揮により初演。
1. パヴァーヌ
2. シンデレラと王子
3. 3つのオレンジ
4. 南国（誘惑）
5. 東洋
6. 王子とシンデレラの再会
7. ゆるやかなワルツ
8. 愛をこめて

### ワルツ組曲 Op.110
1947年初演。第2、4、6曲が『シンデレラ』からとられている（バレエ版の「グラン・ワルツ」「ゆるやかなワルツ」「舞踏会へ行くシンデレラ」）。なお、第1、5曲はオペラ『戦争と平和』第4幕と第2幕から、第3曲は映画『レールモントフ』のために書かれた音楽からとられた。題名通りワルツばかりが集められている。
1. 出会った時から
2. 宮殿にて
3. メフィスト・ワルツ
4. お伽話の終わり
5. 大晦日の舞踏会
6. 幸福

## ピアノ組曲
全てバレエの初演以前に完成している。

### バレエ『シンデレラ』からの3つの小品 Op.95
1942年作曲。
1. パヴァーヌ
2. ガヴォット
3. ゆるやかなワルツ

### バレエ『シンデレラ』からの10の小品 Op.97
1944年作曲。
1. 春の精
2. 夏の精
3. 秋の精
4. 冬の精
5. キリギリスとトンボ
6. 東洋
7. パスピエ
8. 奇想曲
9. ブーレ
10. 王子とシンデレラ（アダージョ）

### バレエ『シンデレラ』からの6つの小品 Op.102
1944年作曲。
1. シンデレラと王子のワルツ
2. シンデレラのヴァリアシオン
3. 義姉たちの喧嘩
4. 舞踏会へ行くシンデレラ（ワルツ）
5. パ･ドゥ･シェール（ショールのステップ)
6. 愛をこめて

## その他

### アダージョ Op.97bis（チェロとピアノのための）
1944年4月19日、モスクワでストゴルスキーのチェロ、作曲者のピアノにより初演。
バレエ音楽の第36曲『王子とシンデレラのパ・ド・ドゥ』を編曲したもの。